# Blaby (distretto)
Blaby è un distretto del Leicestershire, Inghilterra, Regno Unito, con sede nella città omonima.
Il distretto fu creato con il Blaby Poor Law Union del 1834, divenne poi distretto rurale e urbano, per poi essere smembrato e ricostituito come distretto non metropolitano il 1º aprile 1974.

## Parrocchie civili
Le parrocchie del distretto sono:
- Aston Flamville
- Blaby
- Braunstone (città)
- Cosby
- Countesthorpe
- Croft
- Elmesthorpe
- Enderby
- Glenfield (Glenfields)
- Glen Parva
- Huncote
- Kilby
- Kirby Muxloe
- Leicester Forest East
- Leicester Forest West
- Narborough
- Potters Marston
- Sapcote
- Sharnford
- Stoney Stanton
- Thurlaston
- Whetstone
- Wigston Parva